# Bora (vent)

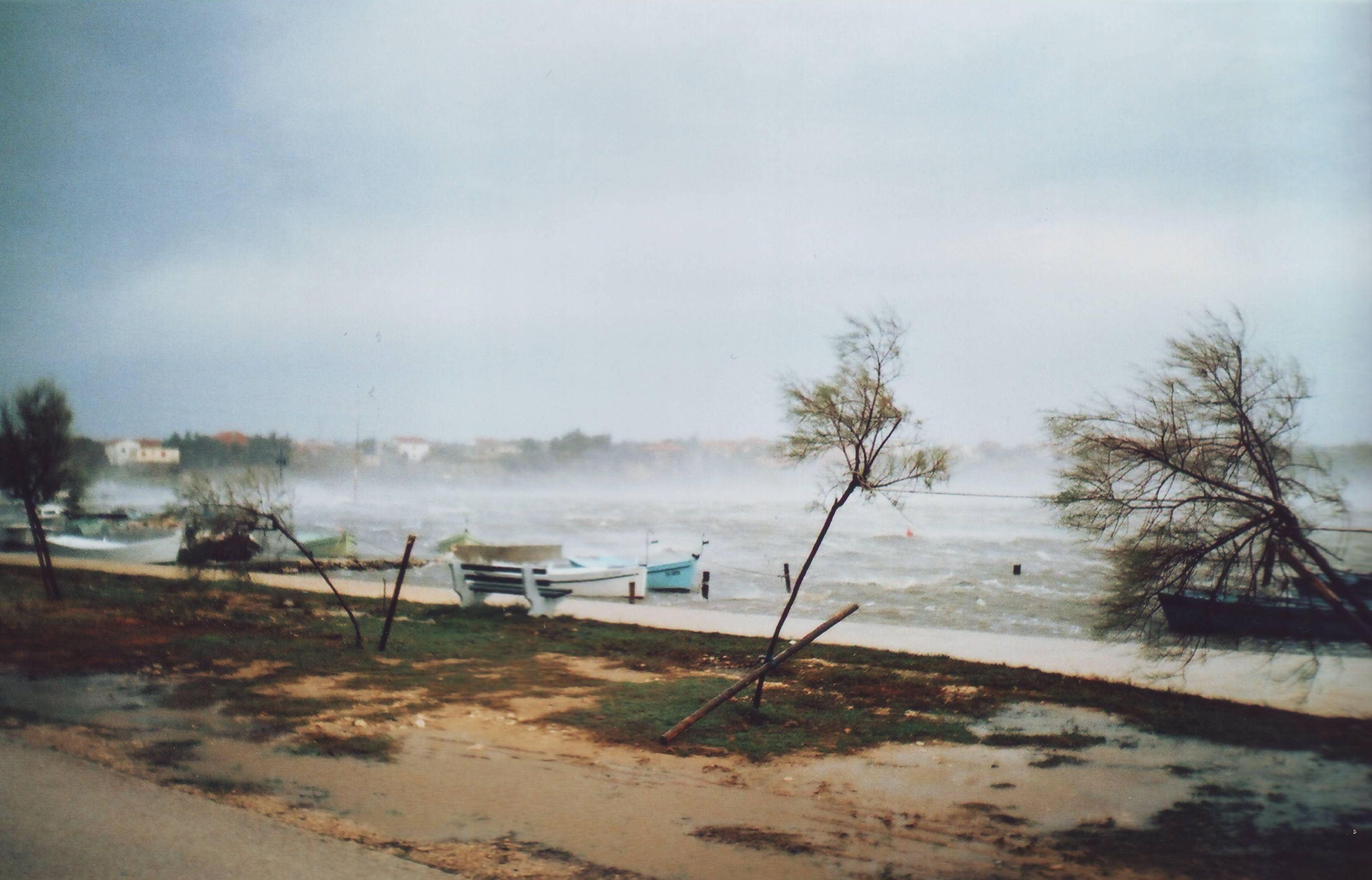
Vent bora huracanat a Nin, Croàcia

La bora és un vent catabàtic que bufa del nord al nord-est al mar Adriàtic, Croàcia, Itàlia, Grècia, Eslovènia i Turquia. El seu nom deriva de la mitologia grega: Boreas/Βορέας, el vent del nord.

## Característiques
La bora és molt canviant; sovint s'experimenta a Dalmàcia, Ístria, el litoral d'Eslovènia, Trieste, i la resta de la costa adriàtica est. Bufa a ràfegues. És un vent més comú durant l'hivern, quan les altes pressions polars se situen sobre les muntanyes cobertes de neu de l'altiplà interior darrere de les muntanyes dinàriques i una zona de baixa pressió es troba més al sud sobre el més càlid mar Adriàtic. A mesura que l'aire es va fent més fred i dens, a la nit, la bora s'incrementa. La seva temperatura inicial és tan baixa que fins i tot amb l'escalfament produït per la baixada de la muntanya arriba fred a la costa.

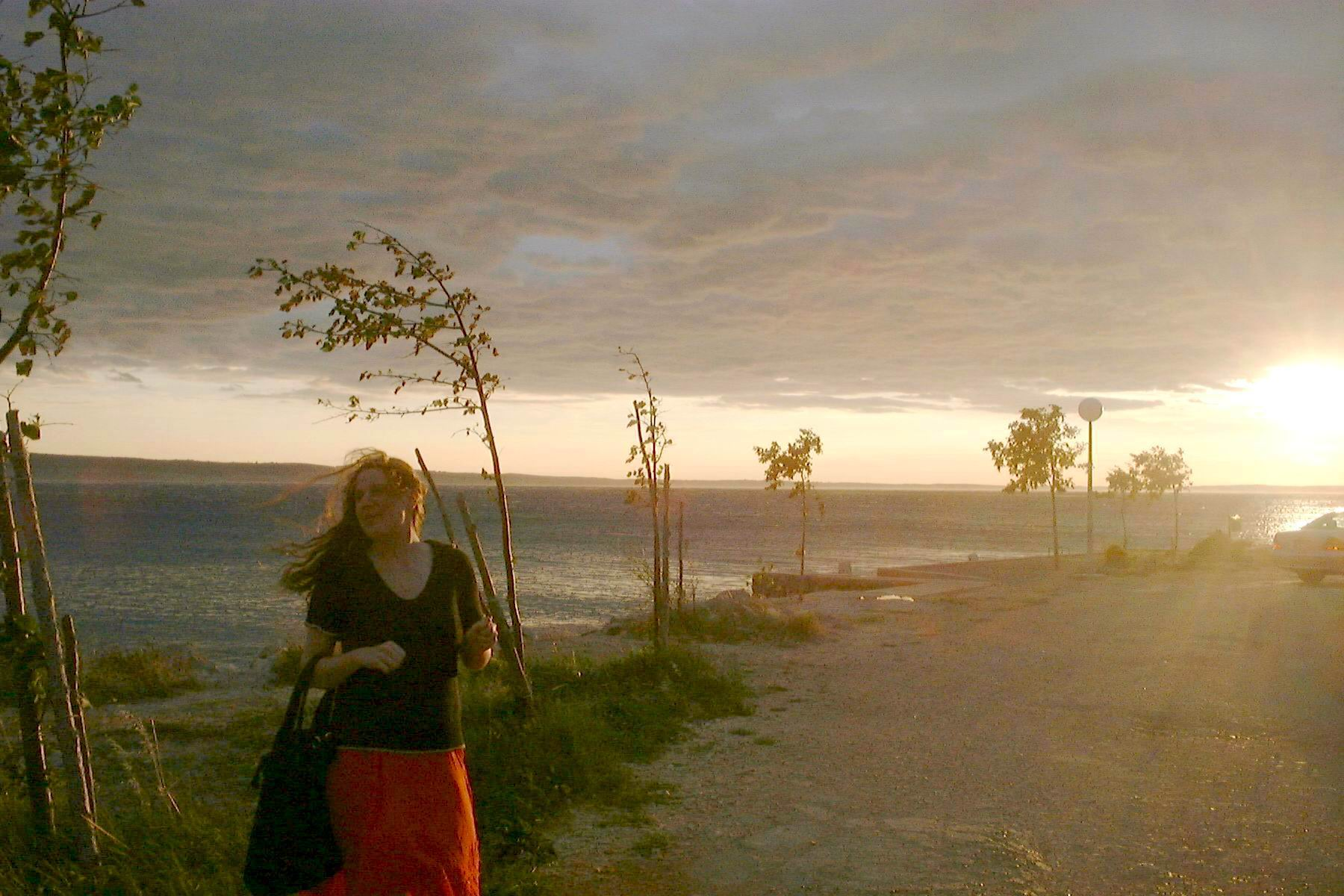
Bora a Starigrad, Croàcia

La zona on la bora bufa més fort és a les muntanyes Velebit de Croàcia, on amb freqüència afecta el trànsit rodat. El 15 de març de 2006 arribà a la velocitat de 235 km/h a l'illa Pag.